# 34024 Cormaclarkin
34024 Cormaclarkin è un asteroide della fascia principale. Scoperto nel 2000, presenta un'orbita caratterizzata da un semiasse maggiore pari a 2,4480057 au e da un'eccentricità di 0,1957013, inclinata di 3,75429° rispetto all'eclittica.